# Stock (kunst)
Stock is de uit het Engels afkomstige benaming voor een (handels)voorraad.
Het woord wordt met name gebruikt in de kunsthandel (de galerieën) en is daar de aanduiding voor de kunst die de galerie in voorraad heeft, maar die niet wordt tentoongesteld.
Galerieën geven vaak een opsomming van wat in stock is op de uitnodigingen voor een tentoonstelling. Hiermee geven zij (indirect) aan welke soort werk men kan verwachten. Door bijvoorbeeld met grote namen te schermen, geeft men aan dat men verwacht dat de exposant van vergelijkbare grootte is.
De term stock wordt ook gebruikt voor de digitale voorraad van kunst. Er bestaan dan ook zogenaamde stockfotografie-websites waar klanten voor meestal lage bedragen de eenmalige rechten van een afbeelding kunnen kopen.